# Alex Agius Saliba
Alex Agius Saliba (ur. 31 stycznia 1988 w m. Pietà) – maltański polityk i prawnik, poseł do Parlamentu Europejskiego IX i X kadencji.

## Życiorys
W wieku 17 lat został sekretarzem generalnym organizacji uczniowskiej PULSE. Między 2008 a 2013 był sekretarzem generalnym i przewodniczącym młodzieżówki Partii Pracy. W tym samym okresie zajmował się działalnością dziennikarską. W 2013 ukończył studia prawnicze na Uniwersytecie Maltańskim. Następnie przez kilka lat był doradcą laburzystowskich członków rządu, po czym zajął się prowadzeniem prywatnej praktyki prawniczej.
W wyborach w 2019 uzyskał mandat posła do Parlamentu Europejskiego IX kadencji. Z powodzeniem ubiegał się o reelekcję w 2024.